# Трудове право у Франції
Трудове право — галузь соціального права, яка регулює відносини між роботодавцями та працівниками у формі трудового договору. У Франції ці відносини характеризуються наявністю зв'язку юридичного підпорядкування працівників зі своїм роботодавцем. Тому метою трудового законодавства є регулювання цього підпорядкування та обмеження дисбалансу між сторонами трудового договору.
Трудове законодавство передбачає певні політичні, економічні та соціальні питання. Визначаючи сучасні умови зайнятості працівників, законодавство про працю має вплив на сучасний та майбутній ринок праці. Це також впливає на економічну конкурентоспроможність бізнесу та національну економіку. Проблеми реформування трудового законодавства, його можливості та його методи є предметом багатьох дискусій.

## Визначення
Трудове законодавство поширюється лише на працівників у приватному секторі. Це люди, які отримують зарплату за виконання трудового договору. Вони розміщуються під підпорядкуванням керівника компанії, який набуває права наказувати, контролювати їх виконання та карати за дисциплінарні порушення.
Тому виключаються із підзаконного трудового законодавства:
- ремісники, торговці, вільні професії та інші самозайняті працівники;
- державні службовці, статутні чи договірні відповідно до публічного законодавства (охоплені статутом згідно з публічним законодавством).

### Ідентифікація
Трудове право іноді неправильно називають соціальним правом. Ця друга дисципліна є ширшою, оскільки включає також закон про соціальний захист.
Але трудове законодавство в прямому сенсі — це закон про підпорядковану працю, який регулює відносини працівників з їх роботодавцями, під чиїми повноваженнями вони виконують роботу в обмін на заробітну плату.